# アナログ信号処理
アナログ信号処理（アナログしんごうしょり、英: Analog signal processing）とは、アナログ信号に対してアナログ電気回路で行う信号処理。
応用例として、音響機器における音量調節、イコライザー、エフェクター、ラジオのチューナーなどがある。

## アナログ信号処理のツール
システムの挙動は数学的にモデル化でき、時間領域では h(t) として表され、周波数領域では H(s) で表される。ここで、s は s=a+ib または電気工学的には s=a+jb という形式の複素数である（電気工学では電流を "i" で表すことが多いので、虚数単位には "j" を使う）。システムへの入力信号は x(t) または X(s) で表すことが多く、出力信号は y(t) または Y(s) で表すことが多い。

### 畳み込み
畳み込みは信号処理の基本概念であり、入力信号とシステムの関数を組み合わせて出力信号を得る。畳み込みは "*" で表される。
{\displaystyle y(t)=(x*h)(t)=\int _{a}^{b}x(\tau )h(t-\tau )\,d\tau }
これは畳み込み積分であり、信号とシステムの畳み込みを求めるのに使われる。一般に a = -∞ で b = +∞ である。

### フーリエ変換
フーリエ変換は、信号またはシステムを時間領域から周波数領域へ変換するが、あらゆる信号やシステムに適用できるわけではない。フーリエ変換可能な信号やシステムは次の制約を満たさなければならない。
{\displaystyle \int _{-\infty }^{\infty }|x(t)|\,dt<\infty }
フーリエ変換（積分）は次のようになる。
{\displaystyle X(j\omega )=\int _{-\infty }^{\infty }x(t)e^{-j\omega t}\,dt}
しかし、この式を変換に使うことはほとんどない。実際にはフーリエ変換表を使って信号やシステムのフーリエ変換を見つける。次の逆フーリエ変換は周波数領域から時間領域への変換である。
{\displaystyle x(t)={\frac {1}{2\pi }}\int _{-\infty }^{\infty }X(j\omega )e^{j\omega t}\,d\omega }
変換可能な信号やシステムでは、フーリエ変換は一意である。つまり、時間信号と周波数信号には一対一の対応がある。

### ラプラス変換
ラプラス変換はフーリエ変換を拡張したものである。{\displaystyle j\omega } で表される直線だけを扱うフーリエ変換と異なり、ラプラス変換では複素平面全体に変換するため、任意のシステムや信号を変換可能である。主な違いは、ラプラス変換にはその変換が妥当であるような収束領域が存在する点が挙げられる。すなわち、周波数領域の信号には複数の時間領域の信号が対応する可能性があり、その変換で正しい時間信号は収束領域によって決定される。収束領域に {\displaystyle j\omega } 軸が含まれる場合、その部分はラプラス変換と同じになる。ラプラス変換は次のように表される。
{\displaystyle X(s)=\int _{0}^{\infty }x(t)e^{-st}\,dt}
また、逆ラプラス変換は次のように表される。{\displaystyle c} は実数である。
{\displaystyle x(t)={\frac {1}{2\pi j}}\int _{c-j\infty }^{c+j\infty }X(s)e^{st}\,ds}

### ボード線図
ボード線図は、システムの周波数毎の信号の強さや周波数毎の位相をプロットした図である。強さはデシベル (dB) で表す。位相は度またはラジアンで表す。周波数軸は対数目盛である。あるシステムに正弦波を入力した場合、ボード線図からその周波数の出力信号の強さと位相のずれがわかるため、便利である。

## 領域

### 時間領域
時間領域は多くの人が理解しやすい領域である。時間領域で信号を図示すると、ある時点での信号の強さ（振幅）がわかる。

### 周波数領域
周波数領域は技術者が慣れ親しんでいる領域である。多くの人にはなじみがないが、アナログ信号処理では時間領域よりも解析が容易である。周波数領域で信号を図示する場合、前述のボード線図のように周波数を横軸として強さや位相を縦軸にする。時間領域の信号をフーリエ変換することでそのような図が得られる。

## 信号
アナログ信号処理では様々な信号が使われるが、中には頻繁に使われるタイプの信号もある。

### 正弦波
正弦波はアナログ信号処理の基本である。実際、あらゆる信号は正弦波の合成で表すことができる。正弦波は複素指数 est で表される。

### インパルス
インパルス（ディラックのデルタ関数）とは、原点を中心として無限の振幅を持ち、その幅が無限に小さい信号と定義される。インパルスは、あらゆる可能な周波数の正弦波の無限和と見ることもできる。この定義は実世界では扱いにくいので、技術的には原点では 1 でそれ以外の時点では 0 の信号とされる。インパルスは delta(t) で表される。インパルスをシステムに入力したときのシステムの出力をインパルス応答という。インパルス入力にはあらゆる周波数の成分が含まれているため、インパルス応答はシステムの定義とされる。

### ステップ
ステップ関数は、原点までの時点では強さ（振幅）が0で、原点以降の時点では強さが1の信号である。ステップは u(t) で表される。ステップをシステムに入力したときのシステムの出力をステップ応答という。ステップ応答は、例えば電源を入れたときなど、突然入力があったときのシステムの応答特性を示す。出力が安定するまでの部分を過渡状態と呼ぶ。ステップ応答は、任意の信号が突然入ってきたときのシステムの反応を示すため、他の信号と組み合わせて用いられる。

## LTI（線型時不変）システム
線型性とは、2つの入力についてそれぞれ出力がわかっているとき、2つの入力を同時に（加算して）入力したときの出力は元の出力を加算したものであることを意味する。線形システムの例として一次ローパスフィルタ/ハイパスフィルタがある。線型システムは線型な特性を持つアナログ部品から構成される。それら部品は完全な線型である必要はなく、単に使われる領域において線型であればよい。オペアンプは非線型デバイスだが、実際に使われるのは線型な特性を示す範囲であり、その範囲では線型デバイスとしてモデル化できる。
時不変とは、どの時点でシステムを開始させても、同じ出力が得られることをいう。例えば、あるシステムにある入力を今日与えた結果は、同じ入力を明日与えても同じである。LTIシステムとは、線型かつ時不変なシステムを指す。
完全なLTIシステムは実際には存在しないが、多くのシステムはLTIとしてモデル化できる。あらゆるシステムは温度や信号レベルなどに影響され、非線型あるいは時変となる要素を持っているが、LTIとしてモデル化するのに十分な安定性を有することが多い。LTIシステムは、従来のアナログ信号処理の手法を使って容易に解くことができる唯一のシステムモデルであるため、線型性と時不変性は重要である。非線型あるいは時変となったシステムは非線型微分方程式系で表され、解けるものは稀である(Haykin & Van Veen 2003)。